# 그녀들을 도와줘
《그녀들을 도와줘》(영어: Support the Girls)는 2018년 개봉한 미국의 코미디 영화이다. 앤드루 부잘스키가 감독과 각본을 맡았다. 2018 SXSW에서 전 세계 최초로 상영되었다.

## 출연

### 주연
- 레지나 홀 - 리사 역
- 헤일리 루 리차드슨 - 마시 역
- 딜런 젤룰라 - 제넬 역
- 아만다 미칼카 - 크리스타 역

### 조연
- 샤이나 맥헤일 - 대니 역
- 레아 델라리아 - 보보 역
- 제임스 르그로스 - 커비 역
- 제나 크레이머 - 샤이나 역
- 브룩클린 데커 - 카라 역
- 조 그레이엄 - 테일러 역